# Pulvinites
Pulvinites is een geslacht van tweekleppigen uit de  familie van de Pulvinitidae. 

## Soorten
- Pulvinites adansonii Defrance, 1824 †
- Pulvinites exempla (Hedley, 1914)